# Slavia Hradec Králové (szachy)
Slavia Hradec Králové – czeski klub z siedzibą w Hradcu Králové, mistrz Czechosłowacji z 1977 roku.

## Historia
Klub powstał w 1966 roku. W 1969 roku zadebiutował w Československiej celostátníej lidze, z której spadł w inauguracyjnym sezonie, a do której powrócił w 1973 roku. W sezonie 1976/1977 klub zdobył mistrzostwo Czechosłowacji. W sezonie 1977/1979 klub uczestniczył w rozgrywkach Pucharu Europy, przegrywając wówczas mecz z GS Banco di Roma. Zawodnikami Slavii byli wówczas m.in. Josef Přibyl i Josef Nun. W sezonie 1977/1978 klub zdobył wicemistrzostwo kraju, za Slavojem Wyszehrad. W 1988 roku zespół zajął trzecie miejsce w lidze, ulegając Univerzicie Brno i Lokomotivie Ołomuniec, a w sezonie 1990/1991 ponownie był trzeci, za Baníkiem Karwina i TŽ Trzyniec. W ostatnim sezonie funkcjonowania ligi – 1991/1992 – Slavia zdobyła wicemistrzostwo, kończąc rozgrywki za Bohemians Praga. Po powołaniu w 1992 roku Extraligi klub uczestniczył w jej inauguracyjnym sezonie, zajmując wówczas czwartą pozycję. Reprezentantami klubu byli wówczas m.in. Jan Votava, Jan Ambrož i Josef Nun. W 1994 roku zespół spadł z Extraligi, a w kolejnym roku  – z 1. ligi. W 1996 roku Slavia powróciła do 1. ligi, z której awansowała w roku 2003. Po sezonie gry w najwyższej lidze czeskiej klub ponownie spadł.